# Ceratiscada canaria
Ceratiscada canaria är en fjärilsart som beskrevs av Brown och D'almeida 1970. Ceratiscada canaria ingår i släktet Ceratiscada och familjen praktfjärilar. Inga underarter finns listade i Catalogue of Life.